# 石塚三郎
石塚 三郎（いしづか さぶろう、明治10年（1877年）8月15日 - 昭和33年（1958年）11月23日）は、日本の政治家・歯学者。衆議院議員（2期）。新潟県平民。
西武グループの総帥堤義明の祖父にあたる。

## 経歴
新潟県北蒲原郡安田村（現阿賀野市保田）に生まれた。地元の小学校に通いながら、父親が仕えている山林地主の旗野家（『大日本地名辞書』の編者で日本歴史地理学の先達、早稲田大学教授文学博士吉田東伍の生家）に奉公し、吉田東伍の実兄旗野餘太郎から英語、漢文、測量法などを学んだ。
1893年旗野餘太郎の命により医師の資格取得を目指して上京。神田猿楽町の大成学館国語伝習所の事務見習いとして働きながら学んだ。1894年、餘太郎が肺患治療のため出京すると療養先各地に随行、その臨終まで介助。餘太郎死後しばらくして石塚自身が罹患し一時帰郷。医師資格取得を断念し、新潟の歯科医師中村勇三郎の門下に入り義歯の技術を専門に学んだ。
1896年再上京、当時唯一の歯科専門学校であった高山歯科医学院（現・東京歯科大学）への入門をめざすも容易に受け入れられず日参。吉田東伍の借家に居候し吉田の地名辞書原稿の清書を手伝うなどしながら時機を待った。その際同学院の学僕として住み込んでいた野口英世（清作）と運命的な出会いをはたし意気投合。1897年春、同学院の「玄関番」として採用されてからは二人は起居を共にして勉学に励んだ。野口は同年10月医術開業試験に合格。伝染病研究所を経て、1900年に渡米、細菌学者として世界的名声を得る。石塚も高山歯科医学院主事血脇守之助に随って中国大陸へ渡り、袁世凱の歯を治療したことで評判を呼び、大陸各地で歯科治療にあたった。
帰国後長岡市で開業。1907年には新潟県歯科医会初代会長に選任され、次いで日本聯合歯科医師会理事にも就任。その後新潟、柏崎、東京新宿に歯科病院・診療所を開院し、歯科無医地域での出張診療を展開するなどして活躍、歯科医学界の重鎮となった。
1924年から衆議院議員を2期務め歯科医師法を改正するなど活躍したが、1928年に野口英世がアフリカで殉職すると野口英世記念会の創設・運営に肝胆を砕き、晩年には同会理事長に就任して親友の偉業の顕彰のため懸命な努力を重ねた。白金パラジウムのコロイド溶液製剤、医薬品「内服用パプラール」の開発者としても知られる。新潟県歯科医師会長、東京歯科大学理事、大東文化学院理事なども歴任し、1958年東京で歿した。
なお、新潟時代にはアマチュア写真団体「北越写友会」を組織、ピクトリアリスムを志向した膨大な作品を残し、日本における芸術写真運動の一翼を担った。

## 野口英世の一時帰国と石塚
1915年5月、アメリカで活動中の野口英世のもとへ「母堂は一見頬痩せ、気色衰え、…余生の長きを望み得ざる有様…」という手紙が届く。差出人は石塚。石塚自身が撮影した野口シカの接写と野口の故郷猪苗代町の風景が添えてあった。不眠不休で研究に没頭していた野口もさすがに老母の近影に接し「矢も盾もたまらなく」なり早期の帰国を決意した、と一般に伝えられている。石塚は野口の一時帰国（実質的には最後の帰国）の際には各地の講演、表敬などに随行。友人ならではの貴重な記録写真を多数残した。

## 家族

### 石塚家
（新潟県北蒲原郡安田村（現阿賀野市保田）、新潟市上大川前通（現中央区））
- 父・石塚節[4]
- 妻・ムツ[2]（新潟、笠原十二郎妹[2]）
- 娘・恒子

大正2年（1913年）生まれ。新潟高女から山脇学園に移り、1932年に卒業。実業家の堤康次郎の子、堤義明、堤康弘、堤猶二の母。石塚も堤も1924年に衆議院議員に初当選を果たした同期で交友があった。

## 主な著書
- 「わが友野口英世」 社会教育協会 1953
- 「野口博士不滅之精神」 野口英世博士記念会 1955
- 「パプラール」 東洋厚生製薬所 1938
- 「パプラールの由来」 寿星会 1956